# Victoria Świebodzice
Miejski Klub Sportowy Victoria Świebodzice – klub sportowy z siedzibą w Świebodzicach, założony 5 kwietnia 1946, prowadzący sekcje:
- męską piłki nożnej (klasa A grupa: Wałbrzych I),
- żeńską piłki ręcznej (II liga).

## Stadion
Stadion o pojemności 500 miejsc, bez oświetlenia. Wymiary boiska wynoszą 107 m x 85 m (w trakcie modernizacji).

## Hala
Hala sportowa o pojemności 1000 miejsc siedzących oraz ok. 500 stojących.

## Sukcesy
Największym sukcesem sekcji piłki nożnej jest mistrzostwo Dolnego Śląska z 1965 r., a najwyższy poziom ligowy to III liga w sezonach 1989/1990 oraz 1990/1991. Szczypiornistki mogą pochwalić się awansami do finałów Mistrzostw Polski Juniorek Młodszych.